# Перес, Антони
Антони Перес (фр. Anthony Perez); (род. 22 апреля 1991, Тулуза) — французский профессиональный шоссейный велогонщик, выступающий за команду мирового тура «Cofidis».

## Достижения
2011
2-й Тур Толедо — Генеральная классификация
1-й — Этап 1
2012
2-й Grand Prix d'ouverture Pierre-Pinel
2013
3-й Tour du Lot-et-Garonne
2014
1-й — Этап 3 Tour de Franche-Comté
2015
1-й Circuit de Saône-et-Loire — Генеральная классификация
1-й — Этап 5
1-й Grand Prix de la Tomate
1-й Grand Prix de Puy-l'Évêque
2017
3-й Тур Люксембурга — Генеральная классификация
1-й — Этап 3
1-й — Этап 2 Tour du Gévaudan Occitanie
2018
1-й  Рут д’Окситания — Горная классификация
7-й Тур Йоркшира — Генеральная классификация
9-й Тур Люксембурга — Генеральная классификация
1-й — Этап 4
10-й Тур де Эна — Генеральная классификация
2019
2-й Дуо Норман (вместе с Кристофом Лапортом)
2020
1-й — Этап 1 Тур дю От-Вар

## Статистика выступлений

### Гранд-туры
| Гранд-тур       | 2017 | 2018 | 2019 | 2020 |
| --------------- | ---- | ---- | ---- | ---- |
| Джиро д’Италия  | —    | —    | —    |      |
| Тур де Франс    | —    | 85   | 87   | НФ   |
| Вуэльта Испании | 80   | —    | —    |      |

| —  | Не участвовал  |
| НФ | Не финишировал |